# Special Olympics Kosovo
Special Olympics Kosovo (englisch: Special Olympics Kosovo) ist der kosovarische Verband von Special Olympics International. Sein Ziel ist die Förderung von Sport für Menschen mit geistiger Beeinträchtigung und die Sensibilisierung der Gesellschaft für diese Mitmenschen. Außerdem betreut er die kosovarischen Athletinnen und Athleten bei den Special Olympics Wettkämpfen.

## Geschichte
Special Olympics Kosovo wurde 2002 mit Sitz in Pristina gegründet.

## Aktivitäten
2019 waren 350 Athletinnen, Athleten und Unified Partner sowie 25 Trainer bei Special Olympics Kosovo registriert.
Der Verband nahm 2020 an den Programmen Athlete Leadership, Young Athletes und Unified Sports teil, die von Special Olympics International ins Leben gerufen worden waren.

### Sportarten
Folgende Sportarten wurden 2020 vom Verband angeboten:
- Basketball (Special Olympics)
- Boccia (Special Olympics)
- Fußball (Special Olympics)
- Leichtathletik (Special Olympics)
- Rhythmische Sportgymnastik (Special Olympics)
- Ski Alpin (Special Olympics)

### Teilnahme an Weltspielen vor 2020
(Quelle: )
• 2007 Special Olympics World Summer Games, Shanghai, China (4 Athletinnen und Athleten)
• 2011 Special Olympics World Summer Games, Athen (4 Athletinnen und Athleten)
• 2013 Special Olympics World Winter Games, PyeongChang, Südkorea (2 Athletinnen und Athleten)
• 2015 Special Olympics World Summer Games, Los Angeles, USA (2 Athletinnen und Athleten)
• 2017 Special Olympics World Winter Games, Graz-Schladming-Ramsau, Österreich (2 Athletinnen und Athleten)
• 2019 Special Olympics, World Summer Games, Abu Dhabi (4 Athletinnen und Athleten)

### Teilnahme an den Special Olympics World Summer Games 2023 in Berlin
Special Olympics Kosovo nahm an den Special Olympics World Summer Games 2023 teil. Die 8-köpfige Delegation wurde vor den Spielen im Rahmen des Host Town Program von Altenburg und Rositz betreut. Das Team erwarb je eine Gold-, Silber- und Bronzemedaille.

### Teilnahme an Weltspielen nach 2023
- 2025 Special Olympics World Winter Games, Turin, Italien (2 Athletinnen und Athleten)[5]